# Brezno
Brezno (uttal (fil), tyska: "Bries(en)", ungerska: "Breznóbánya", är en stad i centrala Slovakien, med en befolkning som 2005 uppgick till 22 279 personer.

## Sport
Världsmästerskapen i skidskytte 1997 anordnades här.

## Vänorter
Brezno är vänort med Meudon, Frankrike, Nový Bydžov i Tjeckien och Ciechanów i Polen.

## Berömda personer
- Ivan Bella, astronaut
- Ján Chalupka, författare
- Ivona Fialková, skidskytt
- Paulína Fialkova, skidskytt
- Pavol Habera, sångare
- Ottó Herman, ornitolog
- Jozef Karika, författare
- Karol Kuzmány, författare
- Miroslav Leitner, skid-bergsbestigare
- Adriana Sklenaříková, fotomodell
- Dušan Švantner, politiker
- Martin Rázus, författare